# Keratella ticinensis
Keratella ticinensis är en hjuldjursart som först beskrevs av Callerio 1921.  Keratella ticinensis ingår i släktet Keratella och familjen Brachionidae. Arten är reproducerande i Sverige. Inga underarter finns listade i Catalogue of Life.